# Barbara Hale
Barbara Hale (* 18. April 1922 in DeKalb, Illinois; † 26. Januar 2017 in Sherman Oaks, Los Angeles) war eine US-amerikanische Schauspielerin irisch-schottischer Herkunft. Ihre wohl bekannteste Rolle spielte sie als Sekretärin Della Street in der Fernsehserie Perry Mason zwischen 1957 und 1966 sowie erneut in der gleichnamigen Fernsehfilmreihe zwischen 1985 und 1995. 

## Karriere
1943 gab Hale ihr Filmdebüt und war in den folgenden Jahren oftmals in B-Filmen zu sehen. Ende der 1940er-Jahre hatte sie erste größere Erfolge mit Filmen wie Der Junge mit den grünen Haaren. Anschließend erhielt sie regelmäßig Film-Hauptrollen von ihrem Studio Columbia Pictures. 1949 trat sie in dem Thriller Das unheimliche Fenster in der Rolle einer Mutter aus der Arbeiterklasse auf. Ein Jahr später war sie die Partnerin von James Stewart in Der geheimnisvolle Ehemann, 1953 von Rock Hudson in Seminola. 
Ab Mitte der 1950er-Jahre trat Hale überwiegend in Fernsehproduktionen auf. So spielte sie von 1957 bis 1966 die kompetente Sekretärin Della Street in der Gerichtsserie Perry Mason. Die weiteren Hauptdarsteller an ihrer Seite waren Raymond Burr (Perry Mason), William Hopper (Paul Drake), William Talman (Hamilton Burger) und Ray Collins (Lt. Arthur Tragg). Auch in den Perry-Mason-Fernsehfilmen zwischen 1985 und 1995 verkörperte sie erneut neben Raymond Burr die Della Street. Zu ihren bekanntesten späteren Filmrollen gehört ihr Auftritt als Filmpartnerin von Dean Martin im Katastrophenfilm Airport aus dem Jahr 1970. Nach dem Ende der Perry-Mason-Fernsehreihe im Jahr 1995 zog sich Hale aus dem Filmgeschäft zurück.
Hale wurde für ihre Rolle in Perry Mason 1959 mit einem Emmy ausgezeichnet, eine weitere Nominierung für den Emmy folgte 1961. Für ihr Lebenswerk als Westernschauspielerin erhielt Hale im Jahr 2001 den Golden Boot Award. Außerdem hat sie einen Stern auf dem Hollywood Walk of Fame (1620 Vine Street).
Hale war von 1946 bis zu dessen Tod 1992 mit dem Schauspieler Bill Williams verheiratet. Das Paar hatte drei gemeinsame Kinder. Ihr Sohn William Katt ist auch Schauspieler. Sie war Anhängerin des Bahai-Glaubens. Barbara Hale starb am 26. Januar 2017 im Alter von 94 Jahren in Sherman Oaks, einem Vorort von Los Angeles.

## Filmografie
- 1943: Gildersleeve’s Bad Day
- 1943: Mexican Spitfire’s Blessed Event
- 1943: The Seventh Victim
- 1943: The Iron Major
- 1943: Gildersleeve on Broadway
- 1943: Government Girl
- 1943: Around the World
- 1943: Higher and Higher
- 1944: Prunes and Politics (Kurzfilm)
- 1944: The Falcon Out West
- 1944: Goin’ to Town
- 1944: Heavenly Days
- 1944: The Falcon in Hollywood
- 1945: West of the Pecos
- 1945: First Yank Into Tokyo
- 1946: Lady Luck
- 1947: A Likely Story
- 1948: Der Junge mit den grünen Haaren (The Boy with Green Hair)
- 1949: The Clay Pigeon
- 1949: Das unheimliche Fenster (The Window)
- 1949: Jolson Sings Again
- 1949: Zwei Männer und drei Babies (And Baby Makes Three)
- 1950: Der geheimnisvolle Ehemann (The Jackpot)
- 1950: Emergency Wedding
- 1951: Burg der Rache (Lorna Doone)
- 1952: Ein Baby kommt selten allein (The First Time)
- 1952: Rainbow ’Round My Shoulder
- 1952–1956: The Ford Television Theatre (Fernsehserie, drei Folgen)
- 1953: Dürstende Lippen (Last of the Comanches)
- 1953: Seminola (Seminole)
- 1953: Auf verlorenem Posten (The Lone Hand)
- 1953: Footlights Theater (Fernsehserie, eine Folge)
- 1953: A Lion Is in the Streets
- 1953, 1955: Schlitz Playhouse of Stars (Fernsehserie, zwei Folgen)
- 1955: Unchained
- 1955: Am fernen Horizont (The Far Horizons)
- 1955: Studio 57 (Fernsehserie, eine Folge)
- 1955: Screen Directors Playhouse (Fernsehserie, eine Folge)
- 1955: Celebrity Playhouse (Fernsehserie, eine Folge)
- 1955: Science Fiction Theatre (Fernsehserie, zwei Folgen)
- 1955: Climax! (Fernsehserie, eine Folge)
- 1955: Young Couples Only (Kurzfilm)
- 1955, 1959: General Electric Theater (Fernsehserie, zwei Folgen)
- 1956: Ihr Star: Loretta Young (Letter to Loretta, Fernsehserie, eine Folge)
- 1956: Damon Runyon Theater (Fernsehserie, eine Folge)
- 1956: Alarm im Ölturm 3 (The Houston Story)
- 1956: Star Stage (Fernsehserie, eine Folge)
- 1956: Crossroads (Fernsehserie, eine Folge)
- 1956: The Millionaire (Fernsehserie, eine Folge)
- 1956: Die siebte Kavallerie (7th Cavalry)
- 1956–1957: Playhouse 90 (Fernsehserie, zwei Folgen)
- 1957: Dakota (The Oklahoman)
- 1957: Slim Carter
- 1957–1966: Perry Mason (Fernsehserie, 271 Folgen)
- 1958: Desert Hell
- 1967: Colonel Custer (Fernsehserie, eine Folge)
- 1968: Shadok (Buckskin)
- 1969: Nachdenkliche Geschichten (Insight, Fernsehserie, eine Folge)
- 1969: Lassie (Fernsehserie, eine Folge)
- 1970: Airport
- 1970: The Red, White, and Black
- 1970: The Most Deadly Game (Fernsehserie, eine Folge)
- 1971: Der Chef (Ironside, Fernsehserie, eine Folge)
- 1971: Adam-12 (Fernsehserie, eine Folge)
- 1972: Doris Day in … (Fernsehserie, eine Folge)
- 1973: Chester, Yesterday’s Horse (Fernsehfilm)
- 1973–1978: Disney-Land (Disneyland, Fernsehserie, vier Folgen)
- 1974: Dr. med. Marcus Welby (Marcus Welby, M.D., Fernsehserie, eine Folge)
- 1975: Angriff der Riesenspinne (The Giant Spider Invasion)
- 1976: Ein Wolf kehrt zurück (The Flight of the Grey Wolf, Fernsehfilm)
- 1978: Tag der Entscheidung (Big Wednesday)
- 1982: The Greatest American Hero (Fernsehserie, eine Folge)
- 1985–1995: Perry Mason (Fernsehreihe)
  - 1985: Perry Mason kehrt zurück (Perry Mason Returns)
  - 1986: Perry Mason: Bezahlte Killer (Perry Mason: The Case of the Notorious Nun)
  - 1986: Perry Mason: Tote geben keine Interviews (Perry Mason: The Case of the Shooting Star)
  - 1987: Perry Mason und die verlorene Liebe (Perry Mason: The Case of the Lost Love)
  - 1987: Perry Mason und das Hotel des Schreckens (Perry Mason: The Case of the Sinister Spirit)
  - 1987: Perry Mason und die verheiratete Dirne (Perry Mason: The Case of the Murdered Madam)
  - 1987: Perry Mason: Ein gewissenloser Lump (Perry Mason: The Case of the Scandalous Scoundrel)
  - 1988: Perry Mason und die Fehlurteile (Perry Mason: The Case of the Avenging Ace)
  - 1988: Perry Mason: Die Tote im See (Perry Mason: The Case of the Lady in the Lake)
  - 1989: Perry Mason: Seminar des Todes (Perry Mason: The Case of the Lethal Lesson)
  - 1989: Perry Mason: Bretter, die die Welt bedeuten (Perry Mason: The Case of the Musical Murder)
  - 1989: Perry Mason: Geld – Sport – Mord (Perry Mason: The Case of the All-Star Assassin)
  - 1990: Perry Mason und der vergiftete Cocktail (Perry Mason: The Case of the Poisoned Pen)
  - 1990: Perry Mason und der falsche Tote (Perry Mason: The Case of the Desperate Deception)
  - 1990: Perry Mason und der Tod eines Idols (Perry Mason: The Case of the Silenced Singer)
  - 1990: Perry Mason und der Trotzkopf (Perry Mason: The Case of the Defiant Daughter)
  - 1991: Perry Mason und die skrupellose Sensationsreporterin (Perry Mason: The Case of the Ruthless Reporter)
  - 1991: Perry Mason und der glücklose Freund (Perry Mason: The Case of the Maligned Mobster)
  - 1991: Perry Mason und der gläserne Sarg (Perry Mason: The Case of the Glass Coffin)
  - 1991: Perry Mason und das Loch im Alibi (Perry Mason: The Case of the Fatal Fashion)
  - 1992: Perry Mason und die Kunst des Malens (Perry Mason: The Case of the Fatal Framing)
  - 1992: Perry Mason und der schamlose Romeo (Perry Mason: The Case of the Reckless Romeo)
  - 1992: Perry Mason und die tödliche Hochzeit (Perry Mason: The Case of the Heartbroken Bride)
  - 1993: Perry Mason und die Formel ewiger Schönheit (Perry Mason: The Case of the Skin-Deep Scandal)
  - 1993: Perry Mason und der Tote am Telefon (Perry Mason: The Case of the Telltale Talk Show Host)
  - 1993: Perry Mason und der Kuß des Todes (Perry Mason: The Case of the Killer Kiss)
  - 1993: Caruso und die mörderischen Models (A Perry Mason Mystery: The Case of the Wicked Wives)
  - 1994: McKenzie und der erpresserische Moderator (A Perry Mason Mystery: The Case of the Lethal Lifestyle)
  - 1994: McKenzie und die toten Gouverneure (A Perry Mason Mystery: The Case of the Grimacing Governor)
  - 1995: McKenzie und der Tod eines Showstars (A Perry Mason Mystery: The Case of the Jealous Jokester)